# Теодорих из Турайды

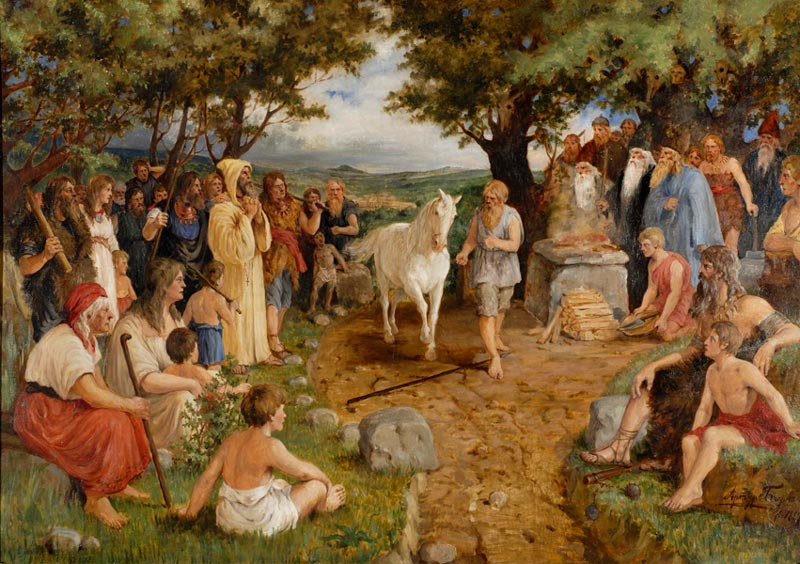
Испытание Теодориха. Картина А. Бауманиса «Конь судьбы»

Теодорих из Турайды (лат. Theodericus de Thoreida, Theoderich Bekeshovede, Thidericus; ок. 1160 — 1218) — один из первых миссионеров, распространявших католическую веру в Ливонии.
Монах цистерцианского ордена, с 1186 года — сподвижник епископа Мейнарда по миссионерской деятельности среди ливов. Аббат цистерианского монастыря в Дюнамюнде (1202—1211), помощник и представитель епископа Альберта по особым поручениям. С 1211 года по 1218 год был назначен епископом Леальским, однако кафедру реально так и не получил.

## Креститель ливов
Впервые упоминается в Хронике Генриха Латвийского как проповедник среди ливов в мистическом событии: «Ливы из Торейды, решили принести его [Теодориха] в жертву своим богам, потому что жатва у него была обильнее, а на их полях погибла затопленная дождями. Собрался народ, решили узнать гаданием волю богов о жертвоприношении. Кладут копье, конь ступает [через него] и волею божьей ставит раньше ногу, почитаемую ногой жизни; брат устами читает молитвы, руками благословляет. Кудесник говорит, что на спине коня сидит христианский бог и направляет ногу коня, а потому нужно обтереть спину коня, чтобы сбросить бога. Когда это было сделано, а конь опять, как и в первый раз, ступил раньше ногою жизни, брату Теодориху жизнь сохранили».
Вера ливов в божественный дар Теодориха укрепилась после того, как он начал врачевать свою паству: вылечил одного раненого из Торейды толчёными травами, после чего исцелённый, как и обещал, принял крещение, став первым прихожанином Теодориха. Затем миссионер смог облегчить страдания одного больного, которого после смерти, по свидетельству одного новообращённого, «ангелы несли на небо».
Испытывая трудности в обращении ливов в лоно католической церкви, первый епископ Ливонии Мейнард решил обратиться к папе Целестину III за помощью. С миссией в Ватикан отправился Теодорих.

## Булла оЛивонском крестовом походе

### Посол от Мейнарда
Чтобы обмануть ливов и ускользнуть из их страны, Теодорих прибег к хитрости: сел на коня в торжественном облачении, «с книгой и святой водой, как будто для посещения больного. Этой причиной он и объяснял своё путешествие, когда его спрашивали путники».
Прибыв к святому престолу, Теодорих доложил папе о количестве крещённых, а тот «нашёл, что их надо не покидать, а принудить к сохранению веры… Он поэтому даровал полное отпущение грехов всем тем, кто приняв крест, пойдут для восстановления первой церкви в Ливонии».
Таким образом было дано начало Ливонского крестового похода.
Его реальная реализация, с применением военной силы, началась в период епископства преемника Мейнарда, Бертольда, а затем Альберта.

### Посол от Альберта
Понимая, что без помощи рыцарей-крестоносцев справиться с язычниками не удастся, Альберт вторично направляет в Рим Теодориха «за грамотой на крестовый поход». Папа Иннокентий III вручил ему такую грамоту, а также по его просьбе под страхом анафемы запретил всем, кто бывает в Семигалии по делам торговли, посещать местную гавань (предположительно находившуюся в устье Лиелупе), с тем, чтобы обеспечить преимущество гавани, создаваемой в Риге. Интердикт папы послужил основой для того, чтобы лишать его нарушителей также имущества и жизни.

## Основание ордена меченосцев
В 1202 году епископ Альберт перенёс свою кафедру из Икскюля в Ригу, основав в устье Даугавы монастырь цистерианских монахов Динамюнде. Теодорих был назначен аббатом этой обители.
Там Теодорих основал духовно-воинский орден «Братство Христовых рыцарей», которому папа Иннокентий III дал устав и знак для ношения на плащах — меч остриём вниз и крест, подчинив орден епископу. В рядах этого ордена Теодорих принимал участие во многих крестовых походах (1207, 1212, 1219 годов) против народов Ливонии (селов, эстов, ливов).

## Миссия с Каупо
Летом 1203 года правитель ливов Каупо в сопровождении Теодориха отправился в путешествие по Германии. Они проехали «большую часть Германии». В Риме Каупо принял папа Иннокентий III. Тот был милостив: прощаясь, подарил Каупо сто серебряных монет, а Теодориху — Библию для епископа Альберта. Осенью 1204 г. паломники вернулись в Ливонию.

## Переговоры с полоцким князем
В 1206 году епископ Рижский Альберт Буксгевден, «желая снискать дружбу и расположение Владимира», князя полоцкого, послал к нему Теодориха с подарком — боевым конём с вооружением. Но по дороге послов ограбили и дары отняли разбойники-литовцы, однако они сами благополучно прибыли в Полоцк. Там они встретили ливов, которых тайно направили к своему суверену старейшины, «чтобы склонить короля к изгнанию тевтонов из Ливонии, в льстивых и лживых словах сообщали ему всё, что только могли коварно придумать против епископа и его людей. Они утверждали, что епископ с его сторонниками для них великая тягость, а бремя веры нестерпимо». На эти жалобы князь ответил обещанием собрать дружину в поход против епископа на кораблях и плотах вниз по Двине.
Не зная об этом, тевтоны объясняли свое посольство желанием мира и дружбы, тогда как ливы заявляли, что тевтоны не хотят и не соблюдают мира.
Теодорих, подкупив одного из приближённых князя, узнал о планах похода на Ригу, а затем, найдя в Полоцке бедняка из Гольма, нанял его за полмарки серебра гонцом к епископу с предупреждением о возможном нападении полочан. Епископ задержал крестоносцев, намеревавшихся отбыть на родину после завершения миссии в Ливонии, чтобы защищаться. Это стало известно князю Владимиру и он, поняв, что его план раскрыт, отказался от похода и отпустил Теодориха домой, отправив вслед ему послов для переговоров с епископом.
Погиб Теодорих во время похода датчан против эстов, в битве при Вильянди.

## В искусстве
Теодорих из Турайды был прототипом Дитриха в «Лачплесисе».